# Occitano aranês

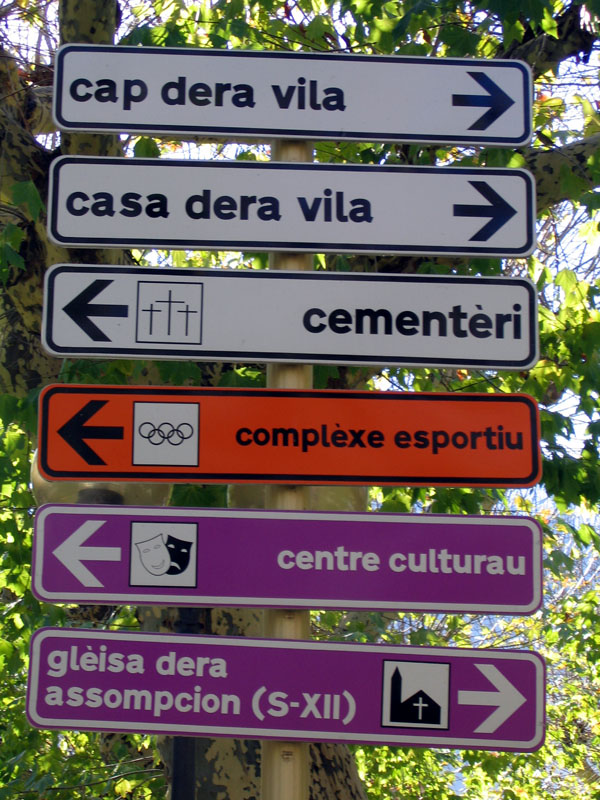
Placas de informação escritas em aranês

Aranês é uma língua occitana falada no Vale de Aran. É um variante do dialeto gascão.

## Estatuto
O Estatuto da Comunidade Autónoma da Catalunha, de 1978, estabelece que "La parla aranesa serà objecte d'ensenyament i d'especial respecte i protecció." (A língua aranesa será objecto de ensino e protecção especial) [art. 3.º]. O aranês é ensinado em todos os níveis do ensino obrigatório e também se utiliza como língua veicular do ensino no Vale de Arão desde 1984. O aranês é idioma co-oficial no Vale de Arão, junto com o catalão e o castelhano, e é a língua utilizada no Conselh Generau d'Aran (Conselho Geral de Arão) e nas câmaras municipais de Vale de Arão. Na atual reforma do Estatuto de Autonomia da Catalunha, consta do art. 6: 5. La llengua occitana, denominada aranès a l'Aran, és la llengua pròpia d'aquest territori i és oficial a Catalunya, d'acord amb el que estableixen aquest Estatut i les lleis de normalització lingüística. (A língua occitana, denominada aranês no Arão, é a língua própria daquele território e é oficial na Catalunha, de acordo com o que estabelecem este Estatuto e as leis de normalização linguística).
O Vale de Arão é o único território de todo o domínio linguístico da Occitânia onde o occitano tem um reconhecimento oficial e protecção institucional. A consequência natural é que é neste território que a língua occitana está mais viva e divulgada entre a população. Se no conjunto da Occitânia francesa a percentagem da população que sabe falar a língua occitana é de 16%, no Arão é superior a 60%. Segundo os dados da última sondagem linguística (2000):
- 35,8% declara que sabe escrever em aranês
- 58,5% declara que sabe ler aranês
- 68,2% declara que sabe falar aranês
- 92,5% declara compreender aranês, ainda que não o fale
- 7,5% declara que não compreende aranês.

## Principais características evolutivas do gasco-aranês
- aspiração do F latino, que passa a H:  focus > huec  ("fogo")
- desaparição do N intervocálico: luna > lua  ("lua").
- metátese do R : capra > craba  ("cabra").
- o R inicial incorpora A: ridere > arrir ("rir").
- vocalização do L final, que pasa a U: mele > mèu ("mel").
- rotacismo do L duplo intervocálico: illa > era ("ela").
- o L duplo final passa a TH: castellum > castel > castèth  ("castelo").

### Quadro comparativo entre algumas línguas românicas
| Latim     | Francês | Português | Castelhano | Catalão | Italiano | Aranês  |
| --------- | ------- | --------- | ---------- | ------- | -------- | ------- |
| FESTA     | fête    | festa     | fiesta     | festa   | festa    | hèsta   |
| LUNA      | lune    | lua       | luna       | lluna   | luna     | lua     |
| MELE      | miel    | mel       | miel       | mel     | miele    | mèu     |
| CASTELLUM | château | castelo   | castillo   | castell | castello | castèth |
| ILLA      | elle    | ela       | ella       | ella    | lei      | era     |
| RIDERE    | rire    | rir       | reir       | riure   | ridere   | arrir   |
| CAPRA     | chèvre  | cabra     | cabra      | cabra   | capra    | craba   |